# Майкъл О'Хеър
Майкъл О'Хеър (на английски: Michael O’Hare) (6 май 1952 г. – 28 септември 2012 г.) е американски телевизионен и театрален актьор.
Най-известен е с ролята си на командир Джефри Синклер в научнофантастичния сериал „Вавилон 5“. О'Хеър участва в редица театрални представления, сред които е постановката на Бродуей „Доблестни мъже“, както и в телевизионните сериали „Закон и ред“ и „Истории от тъмната страна“.

## Филмография
- „Закон и ред“ (2 епизода), 1997 и 2000 г.
- „Вавилон 5: В началото“, 1998 г.
- „Вавилон 5“ (25 епизода), 1994 – 1996 г.
- „Истории от тъмната страна“ (1 епизод), 1986 г.